# Усть-Горы
Усть-Горы — исчезнувшее село в Нижнеомском районе Омской области. Упразднено в 1986 г.

## География
Находилось в 34 км от районного центра села Нижняя Омка, и в 155 км от Омска. Село было расположено на левом берегу реки Омь, в нескольких километрах от села Рязанка, почти на границе с Новосибирской областью. Недалеко от села находится интересный природный объект увал Варища.

## История
Усть-Горы образованы в 1791 году новосёлами из Исетской волости Ялуторовского округа ходоками-крестьянами Егором Седымовым, Силантием Белослюдцевым, Максимом Падериным. Позже к ним приехали земляки.
Название деревни произошло от двух грив, которые примыкали к берегу Оми с двух противоположных сторон — южной и северо-восточной.
В период весенних паводков они затоплялись, и в них кишела рыба.
Деревня стояла на левом берегу реки Оми. В 1893 году в ней было 127 дворов, в том числе 15 домов ссыльных. Приписано по 10-й ревизии 759 душ и причислено в разное время 115 душ ссыльных. В деревне жили староверы. Школы не было, В 1913 году имелось 3 маслозавода. Держали много коров, овец, так как вокруг деревни было много пастбищ, разных видов трав.
До коллективизации в деревне насчитывалось 6 ветряных и 1 водяная мельница. Сохранилась версия про водяную мельницу: один из богатых крестьян поссорился с хозяином мельницы и решил отомстить-отрезать её искусственным каналом от реки Оми. Канал рыли и свои, и нанятые из других деревень довольно долго, но так ничего и не добились, прекратили все работы. Но тот ров сохранился, как памятник крепких натур переселенцев. В начале 20 века мельница на реке перестала существовать. Вместо школы в начале 20 века был построен молельный дом.
В 1920 году образовался сельский Совет и просуществовал 34 года, его упразднили после объединения колхозов.
В 1930 году в Усть-Горах образовалось 2 колхоза: им. Будённого и «Пятилетка», но потом объединились в «Пятилетку», председателем которого стал Малых Пётр Иванович.
В 1986 году из Усть-Гор уехал последний житель.

## Территориальная принадлежность
- 1912 год: Еланская волость, Тюкалинский уезд, Тобольская губерния.
- 1975 год: Омская область,Нижнеомский район, Хомутинский сельсовет.

## Население
- 1868-69 гг.: дворов: 96; 242 мужчины, 269 женщин. Всего: 511 человек. (источник: «Списки населённых мест Тобольской губернии 1871 года»).
- 1893 год: дворов: 122; 306 мужчин, 345 женщин. Всего: 651 человек. (источник: «Список населённых мест Тобольской губернии 1893 года».)
- 1904 год: дворов: 142; 454 мужчины, 443 женщины. Всего: 897 человек.(источник: «Списки населённых мест Тобольской губернии 1904 года».)
- 1912 год: дворов: н/у; 417 мужчин, 428 женщин. Всего: 845 человек.(источник: «Список населённых мест Тобольской губернии 1912 года».)
- 1986 год: Усть-Горы покидает последний житель.

## Фамилии жителей
- 1801 год: Белослюдцевы, Бердышевы, Валовы, Гляденцевы, Дедюрины, Митренёвы, Падерины, Полковниковы, Пономарёвы, Пугины, Седымовы, Семенниковы, Чашковы, Чумляковы(Чюмляковы).
  - Вдовы с семьями: Калинина, Осипова, Терентьева, Трифонова.